# Campeonato Mundial de Halterofilismo de 1976
O 50º Campeonato Mundial de Halterofilismo foi realizado em Montreal, Quebec, Canadá, de 18 a 27 de julho de 1976. Havia 173 homens de 46 nações competindo.
Este torneio fez parte dos Jogos Olímpicos de Verão de 1976, mas também contou como Campeonato Mundial de Halterofilismo. Apenas as medalhas no total foram contadas para os Jogos Olímpicos, enquanto as medalhas do arranque e do arremesso também foram contadas para os campeonatos mundiais de halterofilismo.

## Quadro de resultados
| Evento                       | Ouro                                 | Ouro              | Prata                               | Prata             | Bronze                              | Bronze            |
| Mosca (até 52 kg)            | Mosca (até 52 kg)                    | Mosca (até 52 kg) | Mosca (até 52 kg)                   | Mosca (até 52 kg) | Mosca (até 52 kg)                   | Mosca (até 52 kg) |
| ---------------------------- | ------------------------------------ | ----------------- | ----------------------------------- | ----------------- | ----------------------------------- | ----------------- |
| Arranque                     | György Kőszegi · Hungria             | 107,5 kg          | Masatomo Takeuchi · Japão           | 105,0 kg          | Aleksandr Voronin · União Soviética | 105,0 kg          |
| Arremesso                    | Aleksandr Voronin · União Soviética  | 137,5 kg          | Mohammad Nassiri Irão               | 135,0 kg          | György Kőszegi · Hungria            | 130,0 kg          |
| Total                        | Aleksandr Voronin · União Soviética  | 242,5 kg          | György Kőszegi · Hungria            | 237,5 kg          | Mohammad Nassiri Irão               | 235,0 kg          |
| Galo (até 56 kg)             |                                      |                   |                                     |                   |                                     |                   |
| Arranque                     | Norair Nurikyan · Bulgária           | 117,5 kg          | Grzegorz Cziura · Polónia           | 115,0 kg          | Leszek Skorupa · Polónia            | 115,0 kg          |
| Arremesso                    | Norair Nurikyan · Bulgária           | 145,0 kg          | Kenkichi Ando · Japão               | 142,5 kg          | Imre Földi · Hungria                | 137,5 kg          |
| Total                        | Norair Nurikyan · Bulgária           | 262,5 kg RM       | Grzegorz Cziura · Polónia           | 252,5 kg          | Kenkichi Ando · Japão               | 250,0 kg          |
| Pena (até 60 kg)             |                                      |                   |                                     |                   |                                     |                   |
| Arranque                     | Nikolay Kolesnikov · União Soviética | 125,0 kg          | Kazumasa Hirai · Japão              | 125,0 kg          | Georgi Todorov · Bulgária           | 122,5 kg          |
| Arremesso                    | Nikolay Kolesnikov · União Soviética | 160,0 kg          | Georgi Todorov · Bulgária           | 157,5 kg          | Takashi Saito · Japão               | 152,5 kg          |
| Total                        | Nikolay Kolesnikov · União Soviética | 285,0 kg          | Georgi Todorov · Bulgária           | 280,0 kg          | Kazumasa Hirai · Japão              | 275,0 kg          |
| Leve (até 67,5 kg)           |                                      |                   |                                     |                   |                                     |                   |
| Arranque                     | Piotr Korol · União Soviética        | 135,0 kg          | Daniel Senet · França               | 135,0 kg          | Kazimierz Czarnecki · Polónia       | 130,0 kg          |
| Arremesso                    | Piotr Korol · União Soviética        | 170,0 kg          | Günter Ambraß · Alemanha Oriental   | 170,0 kg          | Yatsuo Shimaya · Japão              | 165,0 kg          |
| Total                        | Piotr Korol · União Soviética        | 305,0 kg          | Daniel Senet · França               | 300,0 kg          | Kazimierz Czarnecki · Polónia       | 295,0 kg          |
| Médio (até 75 kg)            |                                      |                   |                                     |                   |                                     |                   |
| Arranque                     | Yordan Mitkov · Bulgária             | 145,0 kg          | Peter Wenzel · Alemanha Oriental    | 145,0 kg          | Vardan Militosyan · União Soviética | 145,0 kg          |
| Arremesso                    | Yordan Mitkov · Bulgária             | 190,0 kg          | Vardan Militosyan · União Soviética | 185,0 kg          | Peter Wenzel · Alemanha Oriental    | 182,5 kg          |
| Total                        | Yordan Mitkov · Bulgária             | 335,0 kg          | Vardan Militosyan · União Soviética | 330,0 kg          | Peter Wenzel · Alemanha Oriental    | 327,5 kg          |
| Pesado-ligeiro (até 82,5 kg) |                                      |                   |                                     |                   |                                     |                   |
| Arranque                     | Valery Shary · União Soviética       | 162,5 kg          | Trendafil Stoychev · Bulgária       | 162,5 kg          | Péter Baczakó · Hungria             | 157,5 kg          |
| Arremesso                    | Rolf Milser · Alemanha Oriental      | 205,0 kg          | Valery Shary · União Soviética      | 202,5 kg          | Trendafil Stoychev · Bulgária       | 197,5 kg          |
| Total                        | Valery Shary · União Soviética       | 365,0 kg          | Trendafil Stoychev · Bulgária       | 360,0 kg          | Péter Baczakó · Hungria             | 345,0 kg          |
| Meio-pesado (até 90 kg)      |                                      |                   |                                     |                   |                                     |                   |
| Arranque                     | David Riguert · União Soviética      | 170,0 kg          | Lee James · Estados Unidos          | 165,0 kg          | Michel Broillet · Suíça             | 165,0 kg          |
| Arremesso                    | David Riguert · União Soviética      | 212,5 kg          | Atanas Shopov · Bulgária            | 205,0 kg          | Lee James · Estados Unidos          | 197,5 kg          |
| Total                        | David Riguert · União Soviética      | 382,5 kg          | Lee James · Estados Unidos          | 362,5 kg          | Atanas Shopov · Bulgária            | 360,0 kg          |
| Pesado (até 110 kg)          |                                      |                   |                                     |                   |                                     |                   |
| Arranque                     | Krastyu Semerdjiev · Bulgária        | 170,0 kg          | Tadeusz Rutkowski · Polónia         | 167,5 kg          | Russ Prior · Canadá                 | 167,5 kg          |
| Arremesso                    | Yury Zaitsev · União Soviética       | 220,0 kg          | Pierre Gourrier · França            | 215,0 kg          | Krastyu Semerdjiev · Bulgária       | 215,0 kg          |
| Total                        | Yury Zaitsev · União Soviética       | 385,0 kg          | Krastyu Semerdjiev · Bulgária       | 385,0 kg          | Tadeusz Rutkowski · Polónia         | 377,5 kg          |
| Superpesado (+ 110 kg)       |                                      |                   |                                     |                   |                                     |                   |
| Arranque                     | Vasily Alekseyev · União Soviética   | 185,0 kg          | Bruce Wilhelm · Estados Unidos      | 172,5 kg          | Gerd Bonk · Alemanha Oriental       | 170,0 kg          |
| Arremesso                    | Vasily Alekseyev · União Soviética   | 255,0 kg RM       | Gerd Bonk · Alemanha Oriental       | 235,0 kg          | Ján Nagy · Tchecoslováquia          | 227,5 kg          |
| Total                        | Vasily Alekseyev · União Soviética   | 440,0 kg          | Gerd Bonk · Alemanha Oriental       | 405,0 kg          | Helmut Losch · Alemanha Oriental    | 387,5 kg          |

↑ RM — RECORDE MUNDIAL

## Quadro de medalhas
Quadro de medalhas no total combinado
| Ordem | País              | Medalha de ouro | Medalha de prata | Medalha de bronze | Total |
| ----- | ----------------- | --------------- | ---------------- | ----------------- | ----- |
| 1     | União Soviética   | 7               | 1                | 0                 | 8     |
| 2     | Bulgária          | 2               | 3                | 1                 | 6     |
| 3     | Alemanha Oriental | 0               | 1                | 2                 | 3     |
| 3     | Polónia           | 0               | 1                | 2                 | 3     |
| 5     | Hungria           | 0               | 1                | 1                 | 2     |
| 6     | Estados Unidos    | 0               | 1                | 0                 | 1     |
| 6     | França            | 0               | 1                | 0                 | 1     |
| 8     | Japão             | 0               | 0                | 2                 | 2     |
| 9     | Irão              | 0               | 0                | 1                 | 1     |
| Total | Total             | 9               | 9                | 9                 | 27    |

Quadro de medalhas nos levantamentos + total combinado
| Ordem | País               | Medalha de ouro | Medalha de prata | Medalha de bronze | Total |
| ----- | ------------------ | --------------- | ---------------- | ----------------- | ----- |
| 1     | União Soviética    | 18              | 3                | 2                 | 23    |
| 2     | Bulgária           | 7               | 6                | 4                 | 17    |
| 3     | Hungria            | 1               | 1                | 4                 | 6     |
| 4     | Alemanha Oriental  | 1               | 0                | 0                 | 1     |
| 5     | Alemanha Ocidental | 0               | 4                | 4                 | 8     |
| 6     | Japão              | 0               | 3                | 4                 | 7     |
| 6     | Polónia            | 0               | 3                | 4                 | 7     |
| 8     | Estados Unidos     | 0               | 3                | 1                 | 4     |
| 9     | França             | 0               | 3                | 0                 | 3     |
| 10    | Irão               | 0               | 1                | 1                 | 2     |
| 11    | Canadá             | 0               | 0                | 1                 | 1     |
| 11    | Suíça              | 0               | 0                | 1                 | 1     |
| 11    | Tchecoslováquia    | 0               | 0                | 1                 | 1     |
| Total | Total              | 27              | 27               | 27                | 81    |